# 451 градус по Фаренгейту (фильм, 1966)
«451° по Фаренгейту» (англ. Fahrenheit 451) — художественный фильм об антиутопическом будущем по одноимённому роману Рэя Брэдбери. Фильм снят режиссёром Франсуа Трюффо в 1966 году, это его первый цветной фильм и единственный, снятый на английском языке. Главные роли исполнили Оскар Вернер и Джули Кристи. Съёмки фильма заняли 93 дня (с 13 января по 15 апреля 1966 года). Все титры в фильме не появляются на экране, а читаются вслух закадровым голосом.

## Сюжет
Фильм рассказывает об обществе, в котором чтение книг запрещено законом. Людей, хранящих книги, арестовывают, а книги сжигают так называемые «Пожарные». Главный герой, Гай Монтэг, работает Пожарным, но не хочет мириться с существующей идеологией. 451 градусов по Фаренгейту (это около 233 °C) указывается, как «температура, при которой воспламеняется
и горит бумага». 
По сюжету фильм местами отличается от романа. Например, Кларисса выживает в фильме и в конце покидает город вместе с Монтэгом. Роль Фабера значимо уменьшена в фильме: он появляется лишь мельком в одной сцене как старый человек, спящий на скамейке в парке. В связи с тем, что фильм снимался в 1966 году, многие элементы жизни, описанные в книге, не присутствуют в фильме.

## В ролях
- Оскар Вернер — Гай Монтэг
- Джули Кристи — Кларисса / Линда Монтэг
- Сирил Кьюсак — Брандмейстер Битти
- Антон Диффринг — Фабиан

## Восприятие
Кинопресса неоднозначно отнеслась к фильму после его выхода. Мартин Скорсезе называл его недооценённым, чётко повлиявшим на его собственные работы. Автор романа Рэй Брэдбери экранизацией был доволен, но посчитал её ключевой ошибкой утверждение на двойную роль Джули Кристи.